# پوشاک در جهان باستان
پوشش در جهان باستان برای دوره‌هایِ مختلف در ادامه آورده شده‌است.

## مصریان

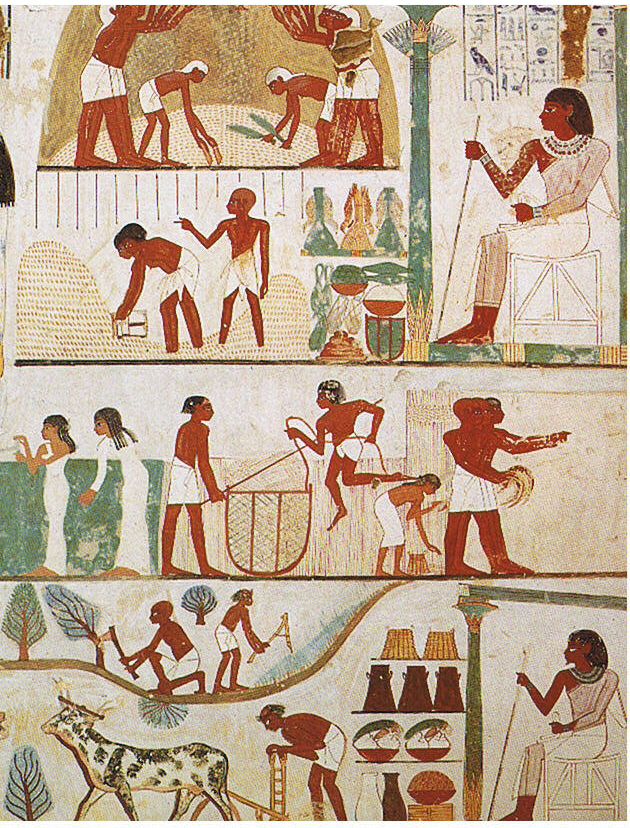
پوشش مردان و زنان مصر باستان از طبقات اجتماعی مختلف

پوشش در مصر باستان (انگلیسی: Clothing in ancient Egypt) بیش از هزار سال است که پوشاک در مصر تغییر بسیاری کرده است.. مصریان باستان پوشش کمی داشتند، البته این موضوع برای اشراف زادگان و پادشاهان شامل نمی شود و آن ها معمولا با لباس هایی بلند با نخ طلایی دوخته شده و از پارچه ابریشم چین دیده می شدند که از زیور الات هم استفاده می بردند و البته لازم به ذکر است که کلاه هایی از جنس طلای خالص و مخصوص پادشاهان و فرعون ها که معمولا نماد خدایان آن دوره بود نیز داشتند . مردان از طبقات پایین‌تر جامعه، معمولاً با سینه و پای های تا زانو برهنه تردد می‌کردند و تنها کمربندی ساده دور کمر خود می‌بستند و زنان و دختران نیز با لباس هایی از جنس نخ و با طراحی ساده که از گردن شروع و تا زیر زانو امتداد داشت دیده می شدند و همچنین بر خلاف مردان که دارای کمربند بودند زنان در قسمت کمر لباس هایشان دارای چین خوردگی بودند که این ویژگی به جای کمربند استفاده می شد ، همچنین شایان به ذکر است که اقشار متوسط جامعه که گفته شد از زیور الات نیز استفاده می کردند اما به مقدار کم . این در صورتی است که بردگان معمولاً با لباس های بسیار کمی تردد می کردند به طوری که تنها یک پوشش که از کمر شروع و تا نیمه ران ها امتداد داشت، و یک کلاه که نشانه بردگی بود استفاده می کردند و البته بدون هیچ زیورآلات خاصی. کودکان نیز بسته به نوع کار پدر و مادرشان لباس هایی با سایز خود و از نوع لباس پدر و مادرشان می پوشیدند.

## ایرانیان

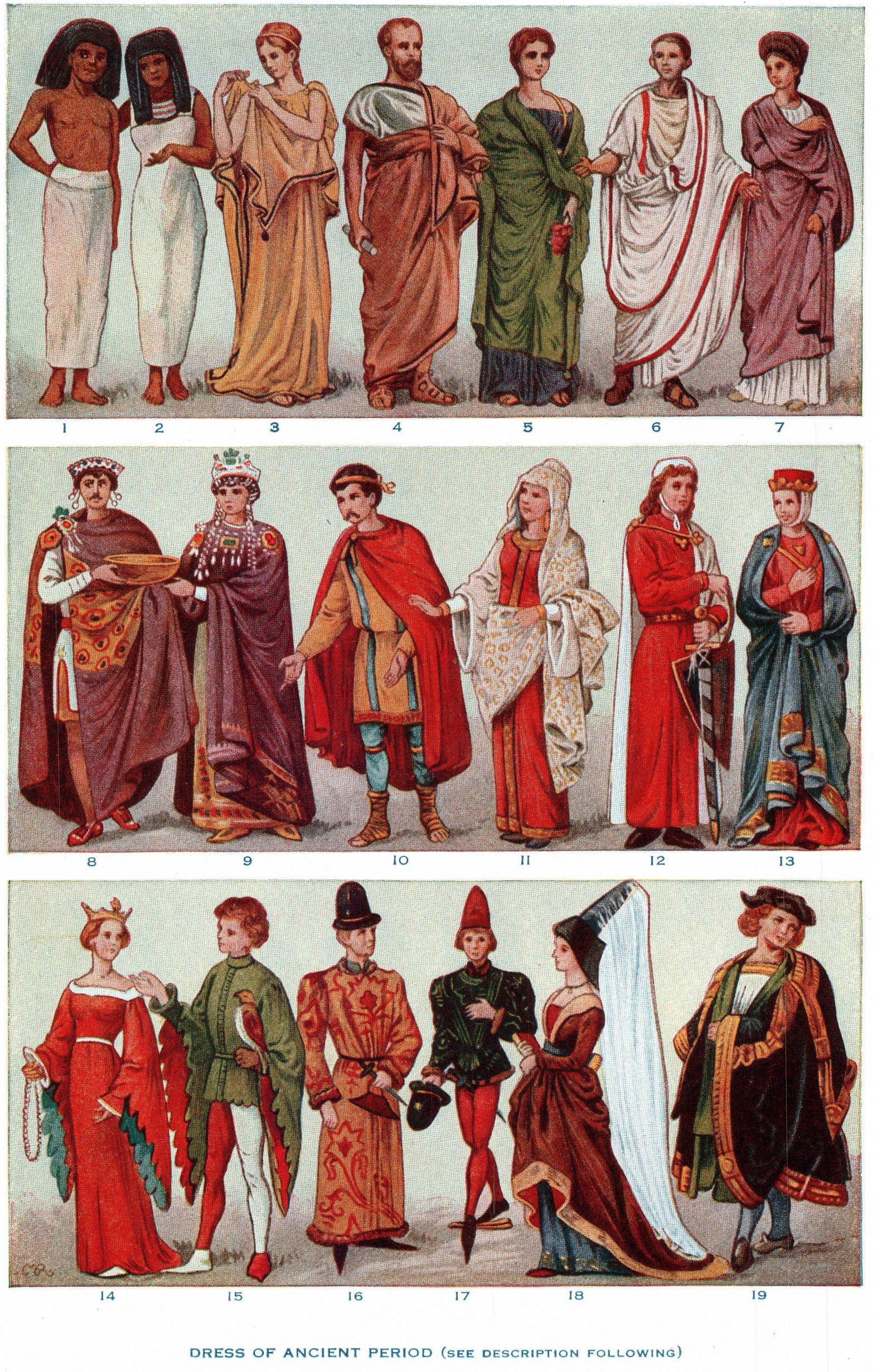
چگونگی پوشش در مصر باستان

دانسته‌ها دربارهٔ پوشاک مردم ایران در ابتدای اسلام آن چنان روشن نیست، که به خاطره‌ای فراموش شده می‌ماند.
هرچند که برخی جهانگردان و مورخان، در برخی از نوشته‌هایشان از انواع پارچه‌های عالی آن دوره یاد کرده‌اند و دربارهٔ پوشاک ایرانیان شرح مختصری داده‌اند. نقوش باقی‌مانده از دوره ساسانیان (که بر روی ظروف نقره و دیگر فلزات حک شده‌اند) آنقدر سندیت دارند که بتوان نوع پوشاک را از روی آنها دریافت، ولی نزدیکترین نقوش دوره اسلامی به ساسانی که در شأن پوشش مردم ایران دیده می‌شود در مجموع فاقد خصوصیات کمک کننده‌اند؛ به اینصورت که پیوسته به سده‌های اولیه اسلامی و مربوط شدن به دوره ساسانی (بی آنکه به پیرامون دقیقاً توجه شود) مقدور نیست و برای رسیدن به هدف باید باریک بینی و دور اندیشی‌هایی بکار بست و وسایل چند جانبه‌ای را در نظر گرفت. پارسیان در پارس از پوشاک فراخ و چین‌دار استفاده می‌کرده‌اند.
در گزارشهای ابن حوقل و اسطخری در کتاب (حجه الحق ابوعلی سینا) نیز آورده شده‌است که مردم بخارا و خوارزم غالباً قبائی راسته و نیم تنه می‌پوشیدند و کلاهی نوکدار بر سر می‌گذاشتند و آنرا به آیین خود کج می‌کردند یا می‌شکستند. چنانچه از نقوش تخت جمشید برمی‌آید ایرانیان در زیر بالاپوش چیزی چون پیراهن نمی‌پوشیدند و برخی نقوش این نظر را تأیید می‌کنند. در واقع این پوشاک چنان است که در مناطق گرمسیر مناسب به نظر می‌آیند و به پوشاک مناطق سردسیر که باید چسبنده و پوشاننده کل بدن باشد شباهت ندارد.

## یونانیان
در دوره‌های گذشته، زنان یونانی، صورت و اندامشان را تا روی پا می‌پوشاندند. این پوشش در جزایر کورس و امرجوس و دیگر جزایر ساخته می‌شد. زنان فنیقی دارای پوششی قرمز رنگ بودند. «بنیلوب» (همسر پادشاه «عولیس» فرمانروای ایتاک) نیز با حجاب بوده‌است. زنان شهر «ثیب» حجاب ویژه‌ای داشته‌اند که حتی صورتشان را نیز با پارچه می‌پوشاندند. این پوشش صورت دارای دو منفذ بوده‌است تا قادر به دیدن باشند. دختران در «اسپارته» تا پیش از ازدواج آزاد بودند که خود را بپوشانند یا نپوشانند، ولی بعد از ازدواج باید خود را از چشم مردان می‌پوشاندند. از نقش‌های به جا مانده می‌توان دریافت که زنان سرشان را می‌پوشاندند و صورت‌هایشان باز بود هرچند در بازار صورتشان را نیز می‌پوشاندند.
۵ لباس معروف یونانیان باستان:
- کلامیس
- چیتون
- پپلوس
- هیماتیون
- حجاب

در نوشته‌های قدیم یونانیان از پوشش زنان بسیار یاد شده‌است. «آرتمیس»، الهه عفت بوده و بهترین الگو برای دختران جوان به‌شمار می‌رفته‌است.
در یونان باستان زنان فقط در‌صورتی می‌توانستند به دیدار خویشاوندان و دوستان خود بروند و در تماشاخانه‌ها و جشن‌های مذهبی حضور یابند که کاملاً در حجاب باشند. توسیدید دربارهٔ شدت پوشش زن، چنین نقل کرده‌است «نام یک زن پاک‌دامن را نیز چون شخص او باید در خانه پنهان داشت.»